# Санта Мария дел Фиоре (Флоренция)
Катедралата „Санта Мария дел Фиоре“ (на италиански: Cattedrale di Santa Maria del Fiore, Duomo di Firenze) е катедралата и най-голямата църква на Флоренция, Италия. Строежът ѝ започва през 1296 г. в готически стил, следва проект на Арнолфо ди Камбио, но той умира преди завършването и катедралата остава недовършена в продължение на десетилетия, макар че по нея работят много архитекти. Строежът е завършен през 1436 г., когато Филипо Брунелески поставя купола, върхово постижение на инженерната мисъл.
В превод името ѝ означава „Света Дева Мария с цветето“. Катедралата се отличава със своя тухлен купол с огромни за времето си размери. Екстериорът, гледащ към многоцветните мраморни панели в зелено и розово, е очертан в бяло.

## История
Базиликата е построена върху основите на по-старата катедрала „Санта Репарата“. Вдъхновена е от новите катедрали в Пиза и Сиена. Към края на 13 век 9-вековната катедрала „Санта Репарата“ се руши и става прекалено малка за бързо разрастващото се население. Проспериращата Флоренция също така иска да зашемети с нова, по-голяма катедрала съперниците си от Тоскана Пиза и Сиена. Санта Мария дел Фиоре е най-голямата в Европа за времето си с място за 30 000 вярващи. Дори в днешни дни тя се намира на пето място по големина.

### Строителство
Катедралата е строена около шест века под ръководството на най-малко шест архитекти. Първият камък в основите на зданието е заложен от кардинал Пиетро Валериано Дурагуера на 9 септември 1296 г.
Първият архитект Арнолфо ди Камбио разработва проект и започва строителството през 1310 г. Той проектира три широки кораба, завършващи под купол с осмоъгълна форма, като средният кораб е разположен на мястото на старата катедрала „Санта Репарата“. След неговата смърт строителството спира за тридесет години.
През 1330 г. в „Санта Репарата“ са намерени мощите на Св. Зиновий Флорентински, което дава нов стимул на строителството. През 1331 г. Гилдията на търговците на вълна взема под свое попечителство строежа и назначава за главен архитект Джото, който строи главно камбанарията. Строежът стига до първия етаж. След смъртта на Джото (1337) чумна епидемия покосява Флоренция и работата продължава едва през 1349 г. под ръководството на редица архитекти – Франческо Таленти, Джовани ди Лапо Гини, Алберто Арналди, Джовани д'Амброджо, Нери ди Фиораванте и Андреа Орканя. Около 1375 г. камбанарията е завършена, църквата „Санта Репарата“ е съборена, корабът е завършен, а към 1418 г. остава да се завърши само куполът. Тази задача се оказва особено трудна, тъй като размерите на купола са огромни (разстоянието в основата на купола е около 40 м) и липсва технология, която да осъществи грандиозните амбиции на флорентинския проект.
През 1419 г. флорентинската гилдия на търговците на вълна провежда конкурс за проект на конструкцията на купола. Основните конкуренти са Лоренцо Гиберти и Филипо Брунелески, който се ползва с подкрепата на Козимо Медичи. Брунелески печели конкурса и получава поръчката. Гиберти е назначен за негов помощник, но впоследствие се отказва поради други ангажименти. От 1423 г. Брунелески поема сам отговорността за изграждането на купола.
Работата по купола започва през 1420 г., след 40-годишно прекъсване и завършва през 1436 г. Брунелески изгражда конструкцията без поддържащо скеле и заимства от Пантеона в Рим идеята да изгради два купола – един в друг, като единият поддържа другия, а тухлите на вътрешния купол се подреждат зигзагообразно при зидането, за да се застъпват и крепят. Резултатът е един от архитектурните шедьоври на Ранния Ренесанс и върхово постижение на инженерната мисъл. За купола са използвани 4 милиона тухли, тежащи около 1500 тона. Брунелески конструира кран, който да ги вдига, а по-късно измисля и още по-ефикасен подемник.
Катедралата е осветена от папа Евгений IV на 25 март 1436 г. (от първия ден на годината според флорентинския календар), но фасадата остава недовършена.
Днешната фасада на катедралата е строена през 19 век и е завършена през 1887 г.
„Санта Мария дел Фиоре“ е с форма на латински кръст, има 3 кораба, 2 странични трансепта и полукръгла апсида.

## Интериор
В интериора на катедралата се откроява забележителен часовник, създаден през 1443 г., който работи и днес. Стрелките му обаче се движат обратно на посоката на днешните часовници. На стените на катедралата са изобразени английският кондотиер Джон Хокуд, италианският наемник Николо да Толентино и Данте с „Божествена комедия“. Поставени са бюстове на органиста Антонио Скуачалупи, на философа Марсилио Фичино и на Филипо Брунелески. В катедралата се намира и барелеф на Джото, който е погребан там.